# Amanda Ammann
Pour les articles homonymes, voir Ammann.
Amanda Ammann, née le 8 janvier 1987 à Uzwil est une miss Suisse.

## Biographie
Après avoir vécu à Lausanne et étudié à Genève, elle est élue miss Suisse 2007 